# Književnost u 1960.
◄◄ | ◄ | 1957. | 1958. | 1959. | 1960.  | 1961. | 1962. | 1963. | ► | ►►
Arhitektura • Astronautika • Astronomija • Biologija • Film • Fotografija • Glazba • Kazalište • Kemija • Kiparstvo • Knjige • Književnost • Kršćanstvo • Meteorologija • Medicina • Planinarstvo • Politika • Pravo • Promet • Slikarstvo • Strip • Šport • Televizija • Znanost • Zrakoplovstvo • Željeznički promet
Književnost u 1960.

## Svijet

### Nagrade i priznanja
- Nobelova nagrada za književnost dodijeljena Saint-Johnu Perseu

### Smrti
- 4. siječnja – Albert Camus, francuski književnik i filozof (* 1913.)
- 30. svibnja – Boris Pasternak, ruski pjesnik, književnik (* 1890.)

## Hrvatska i u Hrvata

### Rođenja
- 4. studenog – Siniša Glavašević, hrvatski novinar, publicist i prozaik († 1991.)

## Vanjske poveznice
|  | Zajednički poslužitelj ima još gradiva o temi Književnost u 1960. |